# João Camilo Pires de Campos
João Camilo Pires de Campos GCMM (Campinas, 23 de abril de 1954) é um general de exército do Exército Brasileiro. Foi  Secretário da Segurança Pública do Estado de São Paulo, durante os governos de João Doria e Rodrigo Garcia

## Carreira militar
Ingressou na Escola Preparatória de Cadetes do Exército em 1970 e formou-se pela Academia Militar das Agulhas Negras em 1976.

### Oficial superior
Dentre inúmeras funções exercidas, destacam-se a de instrutor da Escola de Aperfeiçoamento de Oficiais e da Escola de Comando e Estado-Maior do Exército, ambas no Rio de Janeiro, e a de professor da Academia de Guerra da Força Terrestre e do Instituto Nacional de Guerra do Equador.
Como coronel, comandou o 32º Grupo de Artilharia de Campanha, em Brasília.

### Oficial general
Promovido a General de Brigada em 31 de março de 2007, comandou a Artilharia Divisionária da 1.ª Divisão de Exército de 26 de abril de 2007 a 7 de abril de 2009. Em seguida, foi comandante da Escola de Comando e Estado-Maior do Exército entre 6 de abril de 2009 e 6 de abril de 2011.
Ao ser promovido a General de Divisão, em 31 de março de 2011, foi designado 3º Subchefe do Estado Maior do Exército, entre 2011 e 2012. No período de 12 de março de 2012 a 14 de abril de 2014, comandou a 2ª Região Militar, em São Paulo.
Admitido à Ordem do Mérito Militar em 2001 no grau de Cavaleiro, foi promovido a Oficial em 2005, a Comendador em 2007, a Grande-Oficial em 2011 e a Grã-Cruz em 2014.
Foi promovido a General de Exército, maior posto da hierarquia militar, em 31 de março de 2014. Foi Comandante Militar do Sudeste entre 24 de abril de 2014 e 28 de agosto de 2015.
Em seguida, foi chefe do Departamento de Educação e Cultura do Exército, no Rio de Janeiro, entre 2015 e 2017. Retornou para o Comando Militar do Sudeste entre 5 de maio de 2017 e 3 de maio de 2018.
Passou para a reserva remunerada no dia 21 de março de 2018.

## Carreira política
Atuou como secretário da Pasta da Segurança Pública do Estado de São Paulo de 1º de janeiro de 2019 à 31 de dezembro de 2022.